# Hardsoul
Hardsoul is een duo house muziekproducers en dj's uit Nederland, bestaand uit broers Rogier (Roog) en Gregor (Greg) van Bueren. 
Na hun start in 1997 werden ze voor het eerst internationaal bekend in 2001 door de release van de single 'Back together' op Soulfuric recordings, een label van Brian Tappert en Marc Pomeroy. Dit leidde tot een andere release op Soulfuric, 'Sweatshop', in 2003, waarna ze overstapten naar Defected Records' sublabel ITH Records, waar ze opnieuw 'Back Together' uitbrachten, maar dit keer met zang van Ron Carroll, in 2003.
Ze hebben ook tracks gemixt voor Black & White brothers, Todd Terry, Blaze, King Britt en Africanism.
In 2004 lanceerden Roog en Greg hun eigen label Hardsoul Pressings. 
In 2006 volgde een tweede eigen label, R&G Electronics, voor de minder bekende cutting edge in de housescene.
- MusicBrainz: dc8ad65a-e9e9-41c5-88d2-9b21a3efdf20
- Virtual International Authority File: 130067983